# Légkör

A földi légkör rétegei: troposzféra, sztratoszféra, mezoszféra, termoszféra, exoszféra

A légkör vagy atmoszféra egy égitest felszínét körülvevő gázburok. Felső határa nem egyértelműen meghatározható. Legkülső rétege ugyanis éles határ nélkül megy át a bolygóközi térbe. Azt mondhatjuk, hogy a légkör mindazon gázmolekulák összessége, melyeket az adott égitest forgása során magával visz. A Föld légkörét összetétel alapján két nagy részre oszthatjuk: a nagyjából homogén összetételű, a légkör nagy részét kitevő homoszférára, és az ettől eltérő, héliumot illetve legkülső rétegben hidrogént tartalmazó heteroszférára. A légkört termikus jellemzői alapján is feloszthatjuk. Ez a felosztás látható lentebb az ábrán. A légkört a gravitáció tartja meg az égitest körül. A légkör nagyságát a gravitáció erőssége és a felszíni hőmérséklet is befolyásolja. Néhány bolygó nagyrészt gázból áll, és hatalmas légkörük van, ezek a gázbolygók.
Az atmoszféra szó a görög atmosz (ἀτμός: gőz, pára) és szféra (σφαῖρα: golyó, gömb) összetételéből származik.

## A Föld, a Mars és a Vénusz légkörének összehasonlítása
| Térfogattört, %                    | Föld                    | Mars                                    | Vénusz                                                 |
| ---------------------------------- | ----------------------- | --------------------------------------- | ------------------------------------------------------ |
| Szén-dioxid                        | 0,041                   | 95,3                                    | 96,5                                                   |
| Nitrogén                           | 78,084                  | 2,7                                     | 3,5                                                    |
| Oxigén                             | 20,946                  | 0,13                                    | 0                                                      |
| Argon                              | 0,934                   | 1,6                                     | 0,007                                                  |
| Egyéb jelentős összetevők          | Lásd: külön táblázatban | Szén-monoxid, vízgőz, metán, nemesgázok | Kén-dioxid (150 ppm), szén-monoxid, vízgőz, nemesgázok |
| Felszíni nyomás, bar               | 1,01                    | 0,0061                                  | 93                                                     |
| Kiterjedés (körülbelüli érték, km) | 500                     | 200                                     | 250                                                    |

## A Föld légkörének rétegződése, termikus és nyomásviszonyai

### Felfedezése
Léon Teisserenc de Bort lett kinevezve 1892-ben a francia Nemzeti Meteorológiai Adminisztrációs Központ élére. Hamar felismerte, hogy az időjárás előrejelzéséhez nem elég a legfeljebb 3–4 km magasságig emelkedő hőlégballonok által szolgáltatott adatmennyiség. Akkoriban ennél magasabbra nem emelkedhettek az embert szállító léggömbök, mert feljebb nem volt elég oxigén a légzéshez.
1895-ben otthagyta állását, és versailles-i villájában teljes idejében nagy magasságot elérő léggömböket tervezett és szerkesztett. A következő öt évben Teisserenc de Bort egy általa tervezett kosarat használt a mérőműszerek felvitelére, amik között olyan hőmérő és nyomásmérő is volt, ami a mért adatokat rögzítette. Arra is gondolt, hogy a ballon emelkedése után a műszereket egy ejtőernyő segítségével biztonságosan visszahozza a földre, hiszen az adatok csak így voltak hozzáférhetők.
A műszereket tartalmazó, ejtőernyővel leereszkedő kosár követése még távcsővel is nehézségekbe ütközött, előfordult, hogy a csomagot nem találta meg, vagy az folyóba, tóba esett. Az is előfordult, hogy az ejtőernyő nem működött megfelelően, és a műszerpark összetört.
Mindezek ellenére Teisserenc de Bort kitartott, és megállapította, hogy a levegő hőmérséklete 6,5 °C-kal csökken kilométerenként (ahogyan ez várható is volt). 11 km-es magasságnál azonban a csökkenés megállt és –53 °C állandó értéken maradt 15 km-ig (az általa használt léggömbök nagyjából eddig tudtak emelkedni).
Eleinte Teisserenc de Bort nem hitte el, hogy a hőmérséklet csökkenése meg tud állni, arra gondolt, hogy nagy magasságban a Nap melegítő hatása jobban érvényesül, és ez okozza a csökkenés megállását. Emiatt elkezdte éjszaka felbocsátani a léggömbjeit, hogy ezt a hatást kiküszöbölje. Azonban a mérések éjszaka is azonosak voltak, a hőmérséklet csökkenése megállt 11 km-es magasságnál.
234 kísérlet után Teisserenc de Bort megállapíthatta, hogy a mérései pontosak és ez azt jelenti, hogy a légkör legalább két elkülönülő részből áll: a felszíntől kezdve 11 km-es magasságig terjedő rétegben a hőmérsékletváltozások hozzák létre az áramlásokat, a felhőket, a szelet és végső soron az időjárást. E fölött egy állandó hőmérsékletű réteg található, amiben a levegő gyakorlatilag zavartalan. Az alsó réteget troposzférának nevezte, görög szavakból összerakva, ami „a változások rétege” jelentéssel bír, míg a felső réteget sztratoszférának nevezte, aminek jelentése: „rétegek gömbje”.
Teisserenc de Bort felfedezése ma is a légkör megértésének alapjait jelenti.

## A Mars légkörének rétegződése, termikus és nyomásviszonyai
A rétegek termikus felosztása, a nyomás- és hőmérsékleti adatok szerepelnek a hivatkozott ábrán. 

A Mars légkörének rétegződése, termikus és nyomásviszonyai

## A Vénusz légkörének rétegződése, termikus és nyomásviszonyai
A rétegeket, a nyomás- és hőmérsékleti adatokat egyaránt mutatja az ábra.
Az alábbi táblázat részletesen tartalmazza az egyes magasságokhoz tartozó nyomás- és hőmérsékleti értékeket.
| Magasság km | Hőmérséklet °C | Légnyomás atm |
| ----------- | -------------- | ------------- |
| 0           | 462            | 92,10         |
| 5           | 424            | 66,65         |
| 10          | 385            | 47,39         |
| 15          | 348            | 33,04         |
| 20          | 306            | 22,52         |
| 25          | 264            | 14,93         |
| 30          | 222            | 9,851         |
| 35          | 180            | 5,917         |
| 40          | 143            | 3,501         |
| 45          | 110            | 1,979         |
| 50          | 75             | 1,066         |
| 55          | 27             | 0,5314        |
| 60          | -10            | 0,2357        |
| 65          | -30            | 0,09765       |
| 70          | -43            | 0,03690       |
| 80          | -76            | 0,004760      |
| 90          | -104           | 0,0003736     |
| 100         | -112           | 0,00002660    |

## A Föld légkörének részletes összetétele
A Föld légkörének összetétele egyáltalán nem hasonlít más bolygókéhoz. E tekintetben a Vénusz és a Mars adódik összehasonlítási alapként. Azonban elméleti úton is kiszámítható, hogy milyen lenne a Föld légkörének összetétele kémiai egyensúly esetén. Egy ilyen modell számításai alapján a Föld légköre tényleg hasonlítana a Mars és a Vénusz légköréhez. Legnagyobb mennyiségben szén-dioxid alkotná, oxigén csak nyomokban lenne fellelhető. Nitrogént nem tartalmazna, mivel az a tengerekben oldódva nitrátként jóval stabilabb, mint a légkörben dinitrogén molekulaként. Egy ilyen légkör a magas üvegházhatás miatt az élet számára elviselhetetlenül magas hőmérsékletet tartana fenn. A Föld légkörének ettől az állapottól való eltérése elsősorban a bioszféra (az élőlények összessége) működéseinek köszönhető. Ezen kívül antropogén hatások is kimutathatók: például a CFC-k (klórozott-fluorozott szénhidrogének) jelenléte, a szén-dioxid és metán kibocsátásának növekedése. A szén-dioxid visszatartja a Földről kisugárzó hőt, ezért nagyban hozzájárul a klímaváltozáshoz. 
|                 | Részarány (%) | Abszolút mennyiség (Gt) | Éves kicserélődés (Mt/év) | Éves kicserélődés aránya (%/év) | Turn-over idő | Fő input források | Fő output                                                             | Biogeokémiai funkciók                                                                      |
| --------------- | ------------- | ----------------------- | ------------------------- | ------------------------------- | ------------- | --- | --------------------------------------------------------------------- | ------------------------------------------------------------------------------------------ |
| Nitrogén        | 78,084        | 3,9 × 106               | 300                       | ?                               | ?             | ? | ?                                                                     | légnyomás fenntartása; oxigén túl magas arányának elkerülése (öngyulladás megakadályozása) |
| Oxigén          | 20,946        | ?                       | 100 000                   | ?                               | ?             | növényi és mikrobiális fotoszintézis                                                                                         | biomassza elégése, élőlények légzése, fosszilis tüzelőanyagok égetése | élővilág hatékony oxidatív energianyerésének lehetővé tétele                               |
| Argon           | 0,934         | ?                       | ?                         | ?                               | ?             | ? | ?                                                                     | ?                                                                                          |
| Neon            | 1,818 × 10−3  | ?                       | ?                         | ?                               | ?             | ? | ?                                                                     | ?                                                                                          |
| Hélium          | 5,240 × 10−4  | ?                       | ?                         | ?                               | ?             | ? | ?                                                                     | ?                                                                                          |
| Kripton         | 1,140 × 10−4  | ?                       | ?                         | ?                               | ?             | ? | ?                                                                     | ?                                                                                          |
| Xenon           | 8,700 × 10−6  | ?                       | ?                         | ?                               | ?             | ? | ?                                                                     | ?                                                                                          |
| Szén-dioxid     | 0,041         | ?                       | 140 000                   | ?                               | ?             | ? | ?                                                                     | fotoszintézis lehetővé tétele; az éghajlat jelenlegi hőmérsékletének biztosítása;          |
| Metán           | 2 × 10−4      | 4,81                    | 520-1000                  | ?                               | ?             | Mocsarak, tengerek anaerob üledéke, rizsföldek, kérődző állatok, termeszek, biomassza égetés, szénbányászat, földgáz kezelés | OH-gyökökkel való reakció (455 Mt/év), ülepedés (40 Mt/év)            | oxigén tartalom szabályozása                                                               |
| Hidrogén        | 5 × 10−5      | ?                       | ?                         | ?                               | ?             | ? | ?                                                                     | ?                                                                                          |
| Dinitrogén-oxid | 2,5 × 10−5    | ?                       | 30                        | ?                               | ?             | ? | ?                                                                     | oxigéntartalom szabályozása                                                                |
| Ózon            | 0-5 × 10−6    | ?                       | ?                         | ?                               | ?             | ? | ?                                                                     | ?                                                                                          |
| Vízgőz          | 0-4           | ?                       | ?                         | ?                               | ?             | ? | ?                                                                     | ?                                                                                          |
| Szén-monoxid    | 0-2 × 10−5    | ?                       | ?                         | ?                               | ?             | ? | ?                                                                     | ?                                                                                          |
| Nitrogén-dioxid | 0-3 × 10−7    | ?                       | ?                         | ?                               | ?             | ? | ?                                                                     | ?                                                                                          |
| Ammónia         | 0-2 × 10−6    | ?                       | 300                       | ?                               | ?             | ? | ?                                                                     | pH-szabályozás                                                                             |
| Kén-dioxid      | 0-2 × 10−7    | ?                       | 100                       | ?                               | ?             | ? | ?                                                                     | kén körforgása                                                                             |
| Kénhidrogén     | 0-2 × 10−7    | ?                       | ?                         | ?                               | ?             | ? | ?                                                                     | kén körforgása                                                                             |
| Dimetil-szulfid | ?             | ?                       | ?                         | ?                               | ?             | ? | ?                                                                     | ?                                                                                          |
| Metil-klorid    | 10−7          | ?                       | 10                        | ?                               | ?             | ? | ?                                                                     | ?                                                                                          |
| Metil-jodid     | 10−10         | ?                       | 1                         | ?                               | ?             | ? | ?                                                                     | ?                                                                                          |
| CFC-k           | ?             | ?                       | ?                         | ?                               | ?             | Az ipar kibocsátása | ?                                                                     | ?                                                                                          |

## A Mars légkörének részletes összetétele
| Homokvihar a Marson. A képet a Hubble űrtávcső készítette 2005. október 28-án                    | Homokvihar a Marson. A képet a Hubble űrtávcső készítette 2005. október 28-án |
| ------------------------------------------------------------------------------------------------ | ----------------------------------------------------------------------------- |
| Kép a Marsról, amelyet a Hubble űrtávcső készített 2005. október 28-án. Homokvihar látható rajta |                                                                               |
| Szén-dioxid                                                                                      | 95,32%                                                                        |
| Nitrogén                                                                                         | 2,7%                                                                          |
| Argon                                                                                            | 1,6%                                                                          |
| Oxigén                                                                                           | 0,13%                                                                         |
| Szén-monoxid                                                                                     | 0,07%                                                                         |
| Vízgőz                                                                                           | 0,03%                                                                         |
| Nitrogén-oxidok                                                                                  | 0,013%                                                                        |
| Neon                                                                                             | 2,5 ppm                                                                       |
| Kripton                                                                                          | 300 ppb                                                                       |
| Formaldehid                                                                                      | 130 ppb                                                                       |
| Xenon                                                                                            | 80 ppb                                                                        |
| Ózon                                                                                             | 30 ppb                                                                        |
| Metán                                                                                            | 10,5 ppb                                                                      |

A légkör rétegződését a felszínre leszálló és leereszkedés közben nyomás-, hőmérséklet- és sűrűségméréseket végző műholdak adataiból ismerjük (Viking–1, Viking–2, MPF, MER). Ezen adatok alapján a marsi légkör három részre oszlik: alsó, középső és felső légkörre.
Az alsó légkör a felszíntől 40 km-es magasságig terjed. A nyomás és a hőmérséklet a magassággal csökken. Az energiatranszportban a konvekció a meghatározó kb. 10 km-es magasságig. A konvekció éjszaka megszűnik és erős hőmérsékleti inverzió lép fel a felszín közelében. Az alsó légkör nyomása és hőmérséklete a földi sztratoszféráéhoz hasonló értékű. Az alsó atmoszféra sűrűsége a szén-dioxid és a víz szublimálása, illetve a sarkokon való kicsapódása eredménye, ami az évszakoktól függ. Ez ahhoz vezet, hogy a felszíni nyomás is évszaktól függően ingadozik, 700-900 Pa között.
Az alsó légkört két folyamat melegíti. A légkörben lévő szén-dioxid egy nagyon gyenge üvegházhatást vált ki, mivel ez akadályozza az infravörös sugarak távozását a világűrbe. Ezen felül az alsó légkörben nagy mennyiségű finom porszemcse található, amik elnyelik a Napból érkező infravörös sugárzást, és újra kisugározzák azt. Ez a porréteg fontos szerepet játszik az alsó légkör hőmérsékletének meghatározásában. (a felszínről a „porördögök” gyakorlatilag folyamatosan emelik a légkörbe a finom porszemcséket).
Télen az ózon is hozzájárul kis mértékben a sarkok feletti légkör melegítéséhez azzal, hogy a Napból érkező UV-sugárzás hatására ózon keletkezik. Az ózon viszonylag ritka a légkörben, mivel kevés a rendelkezésre álló oxigén, és mivel reakcióba lép a légkörben lévő hidrogénnel (ami a vízpára fotolízise során keletkezik). A sarkok felett téli időszakban kevés a légkörben a vízpára, így ilyenkor több ózon keletkezik (Perrier et al., 2006). Ózont az alsó és a középső légköri rétegben is észleltek (Blamont and Chassefière, 1993; Novak et al., 2002; Lebonnois et al., 2006).
A középső légkör (vagy mezoszféra) 40–100 km között helyezkedik el. Itt a hőmérséklet erősen időfüggő. A hőmérséklet-változások a közeli infravörös sugárzás elnyelődéséből származnak, és a napsugárzásból eredő másodlagos sugárzásból, amit a szén-dioxid bocsát ki. Hatással van rá az alsó légkörben kialakuló hullámmozgás, ami a középső légkörben felerősödik az éjszakai és nappali oldal közötti hőmérsékletkülönbségek hatására (Schofield et al., 1997).
A felső légkör (vagy termoszféra) a 110 km fölötti magasságokon található. A termoszférát a Nap 10-100 eV közötti energiájú extrém UV-sugárzása gerjeszti (ez 10-100 nm közötti hullámhosszat jelent). A Nap extrém UV-sugárzásának erőssége a napciklustól függ. A hőmérséklet alacsonyabb, ha a Nap aktivitása alacsonyabb, és növekszik, ha a napfoltok száma növekszik. A 130 km feletti réteget ionoszférának nevezik, mert a Napból eredő sugárzás ionizálja a légkörben lévő gázokat. A Mars ionoszférájában lévő elektronok nagy része szén-dioxidból származik, és a nappali oldal felett a fényelektromos jelenség miatt nagyobb számban fordulnak elő.
A 130–150 km fölötti rétegben (ezt exobase-nek nevezik) a részecskék az alacsony sűrűség és a magas hőmérséklet miatt el tudnak szökni a világűrbe (Mantas and Hanson, 1979).

## A Vénusz légkörének részletes összetétele
| Felhők a Vénusz légkörében; a kép UV-sugárzás érzékelésével készült. A felhők jellegzetes V-alakja az Egyenlítő-menti nagyobb szélerősségnek köszönhető | Felhők a Vénusz légkörében; a kép UV-sugárzás érzékelésével készült. A felhők jellegzetes V-alakja az Egyenlítő-menti nagyobb szélerősségnek köszönhető |
| Felhők a Vénusz légkörében; a kép UV-sugárzás érzékelésével készült. A felhők jellegzetes V-alakja az Egyenlítő-menti nagyobb szélerősségnek köszönhető | Felhők a Vénusz légkörében; a kép UV-sugárzás érzékelésével készült. A felhők jellegzetes V-alakja az Egyenlítő-menti nagyobb szélerősségnek köszönhető |
| Összetétel | Összetétel |
| --- | --- |
| Szén-dioxid | 96,5% |
| Nitrogén | 3,5% |
| Kén-dioxid | 150 ppm |
| Argon | 70 ppm |
| Vízgőz | 20 ppm |
| Szén-monoxid | 17 ppm |
| Hélium | 12 ppm |
| Neon | 7 ppm |
| Hidrogén-klorid | 0,1–0,6 ppm |
| Hidrogén-fluorid | 0,001–0,005 ppm |

## Légkörrel rendelkező égitestek a Naprendszerben
A Naprendszerben a Földnek, a Vénusznak, a Marsnak, a Plútónak és három holdnak – Titan, Enceladus (Szaturnusz) és Triton (Neptunusz) – van jelentős légköre a gázbolygókon kívül. Több más égitesten is van ritka légkör (Hold, Merkúr, Europa, Io).
- Nap
- Merkúr – időszakos légkör, amelyet főleg a napszél részecskéi alkotnak;
- Vénusz – a kőzetbolygók közül a Vénusznak van a legvastagabb légköre;
- Föld – nitrogénben gazdag levegő;
- Mars – vékony szén-dioxid légkör;
- Jupiter – a gázbolygókra jellemző légkör;
- Europa – ritka oxigén légkör;
- Szaturnusz – a gázbolygókra jellemző légkör;
- Titan – az egyetlen hold a Naprendszerben, amely jelentős légkörrel rendelkezik;
- Uránusz – a gázbolygókra jellemző légkör;
- Neptunusz – a gázbolygókra jellemző légkör;
- Pluto